# Agrilus funestus
Agrilus funestus är en skalbaggsart som beskrevs av Hippolyte Louis Gory 1841. Agrilus funestus ingår i släktet Agrilus och familjen praktbaggar. Inga underarter finns listade i Catalogue of Life.